# Carlos Roberto Flores Facussé

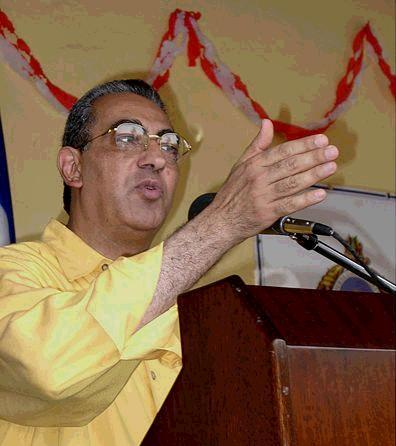
Carlos Roberto Flores (2000)

Carlos Roberto Flores Facussé  (* 1. März 1950 in Tegucigalpa) ist ein honduranischer Politiker palästinensischer Abstammung und war von 1998 bis 2002 Staatspräsident von Honduras.
Flores studierte in Tegucigalpa Internationale Ökonomie und Finanzwissenschaften. Auf der Louisiana State University (USA) graduierte er zum Industrie-Ingenieur. Flores lehrte als Professor an der Universidad National Autonoma de Honduras und an der Escuela Superior Bancaria Centroamericana nach verschiedenen Tätigkeiten in der Privatwirtschaft. Er gründete 1979 die Tageszeitung La Tribuna.
Flores gehörte der verfassunggebenden Versammlung an, deren Aufgabe es war, nach Jahren der Militärherrschaft eine zivile Verfassung auszuarbeiten. Zeitweise saß er als Vorsitzender seiner Partei (Partido Liberal (PL)) im Parlament. Nach einer erfolglosen Kandidatur im Jahr 1989 gewann er die Präsidentenwahlen im November 1997. Im Januar 1998 trat er sein neues Amt an. Er wurde nach dem Ende seiner Amtszeit im Januar 2002 von Ricardo Maduro (oppositionellen Partido Nacional (PN)) im Präsidentenamt abgelöst.
Flores ist mit Mary Flake de Flores verheiratet, die er während seines Studiums an der Louisiana State University kennengelernt hat. Ihre Tochter, Mary Elizabeth Flores Flake, ist die ständige Vertreterin von Honduras bei den Vereinten Nationen.